# Інстинкт
Інсти́нкт (від лат. īnstīnctus — «спонукання», «потяг до дії») — вроджена схильність живих організмів до певної складної автоматичної поведінки. Найпростішим прикладом інстинктивної поведінки є фіксований комплекс дій, при якому певна послідовність дій, від дуже короткої до послідовності середньої довжини, у незмінному вигляді виконується у відповідь на чітко визначений стимул.
Інстинкти є сукупністю уроджених рефлексів. На відміну від безумовних рефлексів, що виникають на рівні спинного мозку або периферійних гангліїв, інстинкти виникають у головному мозку. Зазвичай дуже важко відрізнити дійсно генетично успадковані інстинкти від епігенетичних ефектів навчання, що можуть проявлятися на дуже низькому рівні, а ефект від них може зникнути лише через покоління життя в іншому середовищі.
Поведінка є інстинктивною, якщо вона не базується на попередньому досвіді (тобто проявляється без научення) і є виявом вроджених біологічних чинників. Прикладами інстинктивної поведінки є ритуальні бої у тварин, шлюбна поведінка тварин, гніздування, територіальні відносини, турбота про потомство та здобування їжі.
Інстинкти слід відрізняти від рефлексів, які є простими реакціями організму на певний подразник, наприклад звуження зіниць як реакція на яскраве світло, колінний рефлекс та ін.

## Історія розвитку концепції

### Доеволюціонний період
Зачатки уявлень про інстинкт можна угледіти в навчанні Аристотеля про душу, який припускав існування якоїсь «тваринної душі», що забезпечувала психічні функції тварин. Термін інстинкт (лат. Instinctus, грец. Ὁρμή) з'явився у філософів-стоїків. (Вперше його в сенсі прагнення чи спонукання вжив стоїк Хрисипп (3 ст. до н. е.) Для характеристики поведінки птахів і інших тварин.) Він розумівся ними як вроджене прагнення направляє тварину до сприятливим для нього факторів і відвертає від несприятливих. В цілому, анімістичні уявлення, які тривалий час панували в філософії і психології виявилися непродуктивними.

### Еволюційний період

#### XIX століття
Значний прорив в розумінні суті інстинкту був пов'язаний з виникненням перших еволюційних навчань, одне з яких було розроблено Жаном Батистом Ламарком. Згідно з ученням Ламарка, еволюція відбувається під дією навколишнього середовища, опосередкованим поведінкою. Ламарк вважав психіку нерозривно пов'язаної з нервовою системою. Йому ж належить одне з перших визначень інстинкту.
|  | Інстинкт тварин - це схильність, що тягне, що викликається відчуттями на основі виникли в силу їх потреб і спонукає до виконання дій без будь-якої участі думки, без будь-якої участі волі. |

Подальший розвиток концепції інстинкту було пов'язано з початком систематичного наукового вивчення поведінки. Вже на початку XIX століття Фредерік Кюв'є встановив на прикладі будівництва хаток ізольованими від родичів бобрами, що інстинктивне поведінка є спадково детермінованим і стереотипним.
Основний внесок Чарльза Дарвіна полягає в тому, що він показав універсальність принципів еволюції органічного світу. Дарвін багато уваги приділяв вивченню поведінки. Результати його робіт викладені в монографії «Вираження емоцій у людини і тварин», «Походження видів» і ряді статей. Дарвін не дав строгого визначення інстинкту.

#### XX століття
Російський учений В.А Вагнер на підставі експериментів встановив — в межах виду спадково закріплені не самі інстинкти, а межі мінливості інстинктивної поведінки.
Використання терміна «інстинкт» на практиці було незручним через неоднозначність терміна. Оскар Хейнрот, учитель Лоренца, ввів і використовував термін «видоспецифічні інстинктивні форми поведінки», Лоренц і Тінберген використовували термін «фіксовані комплекси дій».
Сформована в тридцяті роки класична етологія відіграла важливу роль у розвитку поняття інстинкту. Лоренц дотримувався чіткого поділу поведінки на вроджені і набуті компоненти. Етології довгий час визначали інстинкт через заперечення, як ненабутий компонент поведінки. Морфологічний підхід до поведінки, характерний для етології, проявляється у визначенні Лоренца.

## У психології
Концепція інстинкту стосовно людини отримала розвиток в рамках психоаналізу, одним з положень якого було визнання ролі біологічних передумов поведінки. Інстинкти в рамках психоаналізу розглядалися як спадкові тенденції, які відіграють роль мотиваційних сил складних людських моделей поведінки.
Термін «інстинкт» у психології був уперше вжитий у 1870 році Вільгельмом Вундтом. Наприкінці XIX ст. більшість видів повторюваної поведінки вважалися інстинктивними. Дослідження тогочасної літератури виявило близько 4000 людських «інстинктів», позаяк інстинктивною називали будь-яку повторювану поведінку. Мірою того, як розвивалися методи дослідження і термін набував більшої визначеності, до інстинкту все рідше зверталися як до пояснення людської поведінки. На конференції 1960 року, де головував Френк Біч, основоположник компаративної психології, та були присутні найвизначніші психологи, вживання терміна було обмежене. Протягом 60-х — 70-х рр. підручники все ще містили обговорення інстинкту застосовно до поведінки людини. У 2000 р. дослідження 12 найпопулярніших підручників зі вступу до психології віднайшло в них лише одну згадку про інстинкти, і ту щодо фрейдівських інстинктів «id». Таким чином, до поняття інстинкту припинили звертатися при поясненні психології людської поведінки.
Зигмунд Фрейд вважав, що психічні образи тілесних потреб, виражені у вигляді бажань, називаються інстинктами.

## Класифікація інстинктів
Властивості інстинктів:
- спадковість і незалежність від навчання
- однорідність
- однаковість у всіх особин даного виду
- пристосованість до умов існування на момент формування інстинкту
- повторюваність

На властивість повторюваності звернув увагу Зиґмунд Фрейд, який писав:

| «Слід думати, що ми натрапили тут на слід ще мало відомої або, принаймні, не сформульованої загальної властивості інстинктів, а може, навіть органічного життя в цілому. Інстинкт є лише вираженням тенденції, властивої будь-якому живому організмові, яка примушує його репродукувати, знову створювати попередній стан…; це вираження…інертності органічного життя». |
Видатний англійський психолог, представник інстинктивізму в соціальній психології Вільям Мак-Дугалл виокремлював такі 12 основних інстинктів й відповідні їм емоції, які подані в дужках:
- втеча (страх)
- неприйняття (відраза)
- допитливість (здивування)
- агресія (гнів)
- самоприниження (зніяковілість)
- самоствердження (наснага)
- батьківський інстинкт (ніжність)
- інстинкт продовження роду
- харчовий інстинкт
- стадний інстинкт
- інстинкт набувача
- інстинкт творення